# Aulo Bucio Lappio Massimo
Aulo Bucio Lappio Massimo, chiamato anche Lucio Appio Massimo Norbano (latino: Aulus Bucius Lappius Maximus; 55 circa – dopo il 102), è stato un politico, console romano.

## Biografia
Attorno all'83/84 fu governatore della provincia romana di Bitinia e Ponto. Da settembre a dicembre dell'anno 86, fu console suffetto. Dopo il suo consolato Lappio Massimo fu governatore della Germania inferiore (87/88-89/90). Come tale egli riuscì a sopprimere la rivolta del legato della provincia di Germania superiore, Lucio Antonio Saturnino, bruciando i documenti degli altri cospiratori. A seguito di ciò, fu nominato governatore della Siria (circa 90/91-93). Da maggio ad agosto del 95 ottenne il suo secondo consolato suffecto. Infine nel 102 fu Pontefice massimo.
Lappio Massimo decise di distruggere l'intera corrispondenza di Saturnino, per proteggere i cospiratori del governatore ribelle dalla persecuzione dell'imperatore Domiziano. Questo gesto avrebbe potuto generare in Domiziano forti sospetti nello stesso Lappio, ma il successivo governo della Siria e il secondo consolato non lasciarono dubbi all'imperatore che si trattasse di un personaggio estremamente leale.